# آدم مبينجي
آدم مبينجي (بالفرنسية: Adama Mbengue) (1 ديسمبر 1993) هو لاعب كرة قدم سنغالي.

## وصلات خارجية
آدم مبينجي على موقع الاتحاد الدولي (مؤرشف)  (الإنجليزية)
- آدم مبينجي على موقع قاعدة بيانات كرة القدم.إي يو (الإنجليزية)
- آدم مبينجي على موقع ناشيونال فوتبول تيمز (الإنجليزية)
- آدم مبينجي على موقع Soccerway.com (الإنجليزية)
- آدم مبينجي على موقع عالم كرة القدم.نت (الإنجليزية)